# Provinciale weg 231
De provinciale weg 231 (N231) is een provinciale weg in de provincies Zuid- en Noord-Holland. De weg vormt een verbinding tussen de N207 ter hoogte van Alphen aan den Rijn en de N232 ter hoogte van Schiphol-Oost. Bij Schiphol-Oost heeft de weg eveneens een aansluiting op de A9 richting Haarlem en Amstelveen. Ter hoogte van Aalsmeer worden de N196 en de N201 gekruist.
De weg is uitgevoerd als tweestrooks-gebiedsontsluitingsweg met buiten de bebouwde kom een maximumsnelheid van 80 km/h, met uitzondering van de Legmeerdijk tussen Amstelveen en Flora Holland waar een 60 km/h zone geldt. In de gemeente Alphen aan den Rijn draagt de weg de straatnaam Nieuwkoopseweg. In de gemeente Nieuwkoop heet de weg eveneens Nieuwkoopseweg en daarnaast Nieuwveenseweg, Schoterweg, Oost Provinciale weg, Achterweg en Vrouwenakker (naar de gelijknamige buurtschap). In de gemeente Uithoorn heet de weg Noord-Zuidroute en Legmeerdijk. Tussen Aalsmeer en Schiphol-Oost draagt de weg de namen Legmeerdijk, Bosrandweg met de Bosrandbrug en Schipholdijk, dit gedeelte verloopt eerst op de gemeentegrens tussen de gemeenten Uithoorn en Aalsmeer en vervolgens op de gemeentegrens tussen Aalsmeer en Amstelveen.
De weg vormt voor zowel Schiphol-Oost als de Aalsmeerse vestiging van FloraHolland een belangrijke ontsluitingsweg richting de A9. Tussen de rotonde ten zuiden van Blokland en de Hoge Dijk ten zuiden van Aarlanderveen volgt de weg het tracé van de voormalige spoorlijn Uithoorn - Alphen aan den Rijn.

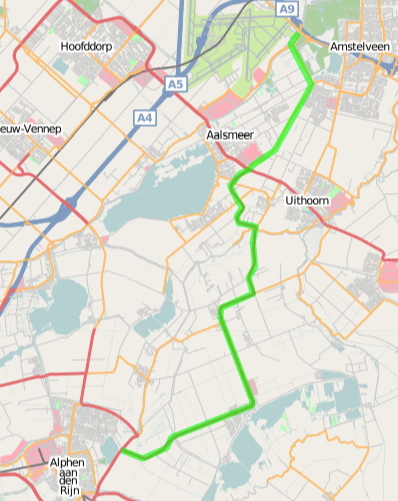
Detailkaart traject

N23 · N194 · N196 · N197 · N198 · N199 · N200 · N201 · N202 · N203 · N204 · N205 · N206 · N207 · N208 · N209 · N210 · N211 · N212 · N213 · N214 · N215 · N216 · N217 · N218 · N219 · N220 · N221 · N222 · N223 · N224 · N225 · N226 · N227 · N228 · N229 · N230 · N231 · N232 · N233 · N234 · N235 · N236 · N237 · N238 · N239 · N240 · N241 · N242 · N243 · N244 · N245 · N246 · N247 · N248 · N249 · N250 · N307

N401 · N402 · N403 · N404 · N405 · N406 · N407 · N408 · N409 · N410 · N411 · N412 · N413 · N414 · N415 · N416 · N417 · N418 · N419 · N420 · N421 · N439 · N440 · N441 · N442 · N443 · N444 · N445 · N446 · N447 · N448 · N449 · N450 · N451 · N452 · N453 · N454 · N455 · N456 · N457 · N458 · N459 · N460 · N461 · N462 · N463 · N464 · N465 · N466 · N467 · N468 · N469 · N470 · N471 · N472 · N473 · N474 · N475 · N476 · N477 · N478 · N479 · N480 · N481 · N482 · N483 · N484 · N487 · N488 · N489 · N490 · N491 · N492 · N493 · N494 · N495 · N496 · N497 · N498 · N501 · N502 · N503 · N504 · N505 · N505 (Andijk) · N506 · N507 · N508 · N509 · N510 · N511 · N512 · N513 · N514 · N515 · N516 · N517 · N518 · N519 · N520 · N521 · N522 · N523 · N524 · N525 · N526 · N527 · N806 · N830 · N848

Cursief vermelde wegen zijn voormalige Provinciale wegen